# Orthotrichum tortile
Orthotrichum tortile là một loài rêu trong họ Orthotrichaceae. Loài này được Bruch mô tả khoa học đầu tiên năm 1824.